# NWA Intercontinental Tag Team Championship
Le NWA Intercontinental Tag Team Championship est le titre de catch professionnel par équipe de la fédération japonaise Pro Wrestling Zero1. Il a été créé en le 14 juin 2001 quand Samoa Joe et Keiji Sakoda battent Yuuki Ishikawa et Katsumi Usuda pour les titres.
À ce jour, les titres ont connu 37 règnes pour 34 équipes championnes.

## Historique du titre
| # | Équipe                              | Règne | Date             | Jours     | Lieu  | Événement                | Notes |
| - | ----------------------------------- | ----- | ---------------- | --------- | ----- | ------------------------ | --- |
| 1 | Samoa Joe et Keiji Sakoda           | 1     | 14 juin 2001     | 25 jours  | Osaka | Shingeki                 | En battant Yuuki Ishikawa et Katsumi Usuda. |
| 2 | Steve Corino et Mike Rapada         | 1     | 9 juillet 2001   | 3 jours   | Osaka | Shingeki                 | Le président de la NWA Howard Brody, leur Attribue les titres.                                                                                             |
| 3 | Shinjirō Ōtani et Yuuki Ishikawa    | 1     | 12 juillet 2001  |           | Tokyo | True Century Battle Tour | |
| - | Vacant                              | 1     | Octobre 2001     |           | -     | -                        | Car Yuuki Ishikawa quitte la promotion. |
| 4 | Shinjirō Ōtani (2) et Masato Tanaka | 1     | 6 janvier 2002   | 287 jours | Tokyo | Vast Energy              | Battent Samoa Joe et Tom Howard. |
| 5 | Nathan Jones et Jon Heidenreich     | 1     | 20 octobre 2002  | 6 jours   | Tokyo | Improvement II Tour      | |
| 6 | Shinya Hashimoto et Naoya Ogawa     | 1     | 26 octobre 2002  | 50 jours  | Osaka | Improvement II Tour      | |
| 7 | Matt Ghaffari et Tom Howard         | 1     | 15 décembre 2002 | 135 jours | Tokyo | Truth Creation           | |
| 8 | Shinya Hashimoto et Naoya Ogawa     | 2     | 29 avril 2003    | 3 jours   | Osaka | Division 2003            | |
| - | Vacant                              | 2     | 2 mai 2003       |           |       |                          | Ogawa fait passer Matt Ghaffari par-dessus la troisième corde ce qui est interdit par la NWA. Le président de la NWA, Richard Arpin, leur retire le titre. |
| 9 | C.W. Anderson et Steve Corino       | 1     | 2 mai 2003       | 121 jours | Tokyo | ZERO-ONE 01World         | Ils battent Hirotaka Yokoi et Kohei Sato. |